# Softlanding Linux System
SLS (Softlanding Linux System) — один из самых первых дистрибутивов Linux, выпускавшийся в 1992—1994 годах.
Это был первый дистрибутив, который предложил пользователю большой набор программного обеспечения (включая X и TCP/IP), а не просто ядро Linux и основные утилиты.

## История
SLS был основан в середине 1992 года Питером Макдональдом (Peter McDonald). SLS являлся первым дистрибутивом, в который вошла графическая подсистема XFree86 1.0m — реализация X11R5.
SLS был самым популярным дистрибутивом некоторое время и доминировал на рынке до решения разработчиков сменить формат исполняемых файлов с a.out на ELF.
Данное решение не нашло положительного отзыва среди пользователей.
В это время, Патрик Фолькердинг (Patrick Volkerding) решил модифицировать SLS, внеся в него некоторые улучшения. Результат своей работы он назвал Slackware.
В своих интервью Ян Мёрдок отмечал, что разочарование в SLS побудило его к созданию Debian.
В SLS 1.0 основной файловой системой была minix, также поддерживались msdosfs (FAT-12/16), ISO9660 и extfs (которая находилась в состоянии альфа-тестирования). В последующих версиях появилась поддержка ext2fs и других файловых систем.
Последняя версия этого дистрибутива вышла в 1994 году.

## Структура
Полный объем дистрибутива (в зависимости от версии) составлял 25-30 дискет 3.5" формата 1,44 МБ.
Дистрибутив имел очень простую структуру, похожую на ту, которая используется в Slackware.
Пакеты были сгруппированы в наборы, обозначаемые одной латинской буквой, за которой следовал порядковый номер дискеты.
| Дискеты | Описание                                      |
| ------- | --------------------------------------------- |
| a1-a4   | Минимальная базовая система                   |
| b1-b7   | Дополнительное ПО, man-страницы, emacs и т.д. |
| c1-c3   | Компиляторы gcc/g++/p2c/f2c                   |
| x1-x6   | Дистрибутив X Window System                   |
| t1-t3   | TeX (система верстки)                         |

В дистрибутив входили преимущественно бинарные пакеты. Исходные тексты поставлялись только для ядра Linux и некоторых других компонентов системы — например, сетевых средств TCP/IP. Дистрибутив можно было также заказать на CD-ROM, который содержал полное дерево исходных текстов.

## Установка
Дистрибутив предлагал простую и гибкую для своего времени процедуру инсталляции, во время которой можно было выбрать требуемую конфигурацию, чтобы установить только нужные компоненты (вплоть до выбора индивидуальных пакетов).
После установки системы можно было в любое время добавить/удалить необходимые пакеты с помощью утилиты sysinstall.
Процесс установки протекал следующим образом: пользователь загружался с первой дискеты (a1), вручную подготавливал на винчестере разделы с помощью fdisk и mkfs/mke2fs, и вызывал скрипт установки, например
# doinstall /dev/hda1
и далее просто следовал его инструкциям.
В конце пользователя просили вставить в дисковод чистую дискету, на которую записывался загрузчик. На этом установка заканчивалась.
Для запуска только что установленной системы требовалось загрузиться с этой дискеты. Хотя в дистрибутив входил загрузчик LILO, при установке он не конфигурировался. Подразумевалось, что пользователь сам его настроит, если ему надоест каждый раз загружаться с дискеты.

## Управление пакетами
В дистрибутиве SLS применялась простая система управления пакетами, которая впоследствии была заимствована дистрибутивом Slackware.
Пакет в SLS представляет собой простой архив tar, сжатый с помощью Gzip или compress, и в зависимости от этого имеющий в своем имени суффикс «.taz», «.tpz», или «.tgz».
Для установки/удаления пакетов используется команда sysinstall.
Сведения об установленных пакетах хранятся в специальном каталоге «/install». При установке пакета перечень файлов, входящих в пакет, помещается в файл «/install/installed/имя_пакета». Потом эти файлы можно использовать для того, чтобы узнать, к какому пакету принадлежат какие файлы, или для удаления пакета из системы.
К тому же, если внутри пакета имеется скрипт /install/doinst.sh, то при установке пакета данный скрипт вызывается с параметром «-install» и сохраняется в «/install/scripts/имя_пакета». Аналогично, при удалении пакета этот скрипт вызывается с параметром «-remove».

## Скрипты инициализации
В SLS применялись стартовые скрипты в стиле BSD.
```
  /etc/rc
  /etc/rc.local
  /usr/etc/inet/rc.net

```

Последний использовался для инициализации сетевых интерфейсов и запуска сетевых демонов.

## Оболочки menu и mesh
SLS 1.0 содержал оболочку menu, которая предлагала начинающему пользователю простой интерфейс для выполнения типовых задач и предоставляла следующие возможности:
- полноэкранный файловый менеджер, позволяющий легко перемещаться по файловой системе, просматривать и редактировать файлы
- установка/удаление пакетов программ
- форматирование/монтирование дискет
- просмотр man-страниц и прочей документации
- и другие операции

Пользователь мог также добавлять в систему меню собственные пункты.
В SLS 1.05 утилита menu была заменена более мощной программой Mesh (Softlanding MEnu SHell), по внешнему виду и возможностям близкой к двухпанельному файловому менеджеру Midnight Commander.